# آتا
آتا (الاسم العلمي: Aaata)، جنس حشرات من غمديات الأجنحة وفصيلة الناصعات.

## الأنواع
هناك نوع واحد فقط في هذا الجنس. وجد في بلوشستان وهو واحد من أكبر أنواع فصيلة الناصعات، حيث يصل طوله إلى 7 سم (2.8 بوصة)
- Aaata finchi (المرادف: Julodis finchi Waterhouse, 1884).